# BICEP
BICEP (сокр. от англ. Background Imaging of Cosmic Extragalactic Polarization) и Keck Array — серия экспериментов по исследованию реликтового излучения. В ходе этих экспериментов измеряется поляризация реликтового излучения, в частности, измерения B-моды излучения. Эксперименты велись на трёх поколениях аппаратуры, состоящей из BICEP1, BICEP2 и Keck Array. BICEP3 в настоящее время строится.
17 марта 2014 года учёные из Гарвард-Смитсоновского центра астрофизики объявили о обнаружении B-моды на уровне r = 0,2. Однако, более поздний анализ (опубликован 19 сентября 2014), проведённый другой группой исследователей с использованием данных обсерватории «Планк», показал, что результат BICEP2 можно полностью отнести на счёт галактической пыли.